# حريش متعدد التسنن
حريش متعدد التسنن (الاسم العلمي:Bothropolys multidentatus) هو نوع من المفصليات يتبع جنس الحريش المتعدد النقر من الفصيلة الحريشية المتعدد النقر.